# Куп Републике Српске у фудбалу 2013/14.
Куп Републике Српске у фудбалу 2013/14. је двадесета и прва сезона овог такмичења које се одржава на територији Републике Српске у организацији Фудбалског савеза Републике Српске. Прво такмичење је одржано у сезони 1993/94.
У Купу Републике Српске учествују фудбалски клубови са подручја Републике Српске. Клубови нижег нивоа такмичења морају у оквиру подручних савеза изборити учешће у Купу. Такмичењу се од шеснаестине финала прикључују и клубови из Прве лиге Републике Српске и клубови Републике Српске који се такмиче у Премијер лиге Босне и Херцеговине.
Парови се извлаче жријебом. До полуфинала се игра по једна утакмица, у полуфуналу двије а финална утакмица се игра на стадиону одређеном накнадно или се играју двије утакмице.

## Осмина финала
| Утак. | Клуб, Место              | Резултат     | Клуб, Место           |
| ----- | ------------------------ | ------------ | --------------------- |
| 1     | Јединство, Жеравица      | 0:1          | Радник, Бијељина      |
| 2.    | Борац, Шамац             | 2:0          | Дрина, Зворник        |
| 3.    | Губер, Сребреница        | 1:0,         | Слобода, Нови Град    |
| 4.    | Слога, Добој             | 0:1          | Рудар, Приједор       |
| 5.    | ФК Звијезда 09, Бијељина | 3:0          | Гласинац 2011 Соколац |
| 6.    | Козара, Градишка         | 1:1, п.(6:7) | Младост, Гацко        |
| 7.    | ФК Текстилац, Дервента   | 4:3          | Дрина ХЕ, Вишеград    |
| 8.    | Сутјеска, Фоча           | 0:0, п.(4:3) | Слобода, Мркоњић Град |

## Четвртфинале
| Утак. | Клуб, Место       | Резултат | Клуб, Место            |
| ----- | ----------------- | -------- | ---------------------- |
| 1     | ФК Звијезда 09    | 1:2      | ФК Текстилац, Дервента |
| 2.    | Борац, Шамац      | 0:2      | Радник, Бијељина       |
| 3.    | Губер, Сребреница | 0:1      | Рудар, Приједор        |
| 4.    | Сутјеска, Фоча    | 3:1      | Младост, Гацко         |

## Полуфинале
| Утак. | Клуб, Место            | Укупан резултат | Клуб, Место      | 1. утак. 17. април | 2. утак. 15. мај 2013. |
| ----- | ---------------------- | --------------- | ---------------- | ------------------ | ---------------------- |
| 1.    | Сутјеска, Фоча         | 2:11            | Радник, Бијељина | 1:3                | 1:8                    |
| 2.    | ФК Текстилац, Дервента | 1:4             | Рудар, Приједор  | 0:2                | 1:2                    |

## Финале
29. јул 2014.
| Утак. | Клуб, Место      | Укупан резултат | Клуб, Место     |
| ----- | ---------------- | --------------- | --------------- |
| 1.    | Радник, Бијељина | 0:0 5:3 пенали  | Рудар, Приједор |

| Победник Купа Републике Српске у фудбалу 2013/14. |
| ------------------------------------------------- |
| ФК Радник Бијељина 3. титула                      |